# Джонсон, Шон (гимнастка)
Шон Джонсон (англ. Shawn Johnson, произн. /shɔːn 'dʒɔnsən/; 19 января 1992) — американская гимнастка, олимпийская чемпионка в упражнениях на бревне и серебряный призёр в абсолютном первенстве, вольных упражнениях и командных соревнованиях по спортивной гимнастике Олимпийских игр 2008 года в Пекине, абсолютная чемпионка мира 2007 года, абсолютная чемпионка США 2007 и 2008 годов. В 2009 году она выиграла восьмой сезон американского телевизионного шоу «Танцы со звёздами».

## Личная жизнь
Шон — единственный ребёнок Дага и Тери Джонсон. Родилась в Де-Мойне, штат Айова. Родители записали её на гимнастику в возрасте трёх лет, заметив, как она забирается на шкафы и прыгает со столов. В возрасте шести лет она стала одним из первых учеников Ляна Цяо (англ. Liang Chow)), открывшего школу гимнастики в Западном Де-Мойне.
На протяжении 2008 года Джонсон поддерживала более сбалансированный образ жизни, который не был характерен для гимнасток элитного уровня. Вместо обычных 40 часов тренировок в неделю она ограничивалась 25. Кроме того, в отличие от многих своих соперниц она училась в бесплатной государственной школе. Шон была отличницей, ходила на футбольные игры и на дополнительные занятия.
Во время весеннего семестра 2008—2009 учебного года Шон ушла из государственной школы и с матерью переехала в Лос-Анджелес, чтобы участвовать в шоу «Танцы со звёздами». По состоянию на 2010 год, оканчивала школу с репетитором.
С 16 апреля 2016 года Джонсон замужем за футболистом Эндрю Истом, у них есть дочь — Дрю Хейзел Ист (род. 29.10.2019). 20 июля 2021 года в семье родился второй ребенок, сын Джетт Джеймс Ист.
21 октября 2017 года она призналась, что они с мужем потеряли первенца всего через 2 дня после известия о беременности.

## Спортивная карьера

### Летние Олимпийские игры 2008 года в Пекине
См. Спортивная гимнастика на летних Олимпийских играх 2008 и Люкина, Анастасия Валерьевна#Олимпиада-2008